# Spanisch Brötli

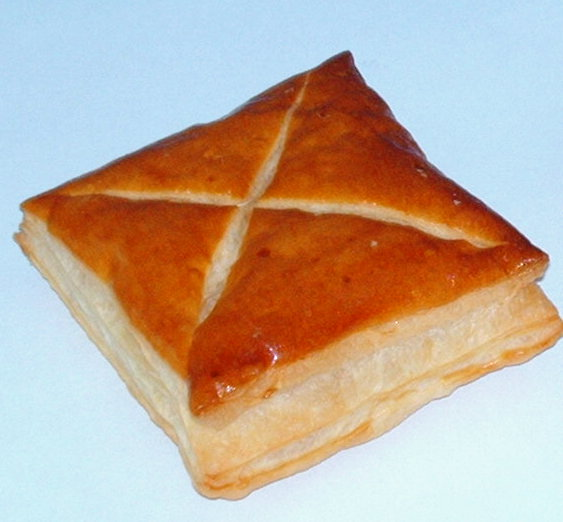
Spanisch Brötli

Spanisch Brötli (auch Spanisch Brödli, Spanischbrötli oder Spanischbrödli) sind eine Gebäckspezialität aus Baden in der Schweiz. 
In der Urform handelt es sich um ein luftiges Gebäck aus Blätterteig mit einem hohen Butteranteil. Spanisch Brötli sind quadratisch mit einer Seitenlänge von etwa 8 cm, oben mit Eistreiche bestrichen und kreuzweise eingeritzt.
Seinen Namen hat das Gebäck von seiner ursprünglichen Herkunft aus Mailand, das im 16. Jahrhundert unter spanischer Herrschaft stand. Lange Zeit hiess es, die früheste Erwähnung der Spanisch Brötli stamme aus einem Buch von Samuel Hottinger über die Stadt und Bäder von Baden von 1701. Eine viel ältere gibt es aber bereits in den Rechnungsbüchern des Klosters St. Clara in Basel von 1649/50. Auch die Annahme, dass das erste Rezept  aus einem Berner Kochbüchlein von 1749 stamme, ist überholt. In «Das Kochbuch der Kittin von 1699» der Zürcher Bürgersfrau Anna Margaretha Gessner-Kitt findet sich das bisher älteste bekannte Rezept. In der damaligen Schweiz bekannt wurden Spanisch Brötli im 17. und 18. Jahrhundert, als Baden Tagsatzungsort der Eidgenossenschaft war und die führenden Politiker der Kantone mit Gefolge regelmässig nach Baden kamen. Besonders beliebt war es bei wohlhabenden Zürchern, die oft in Baden zur Kur waren. Im reformierten Zürich war es den Bäckern verboten, ein solches Luxusgebäck herzustellen, daher mussten die Dienstboten der führenden Zürcher Familien nachts die 25 km von Zürich nach Baden gehen, um am Morgen das Gebäck zu kaufen und es möglichst frisch den Herrschaften zum Sonntagsfrühstück aufzutischen. 
Als 1847 die Schweizerische Nordbahn von Zürich nach Baden als erste Bahnstrecke innerhalb der Schweiz eingeweiht wurde, konnten die Spanisch Brötli in 45 Minuten von Baden nach Zürich transportiert werden. Dieser Verwendungszweck der Bahn war so beliebt, dass die Bahnlinie im Volksmund die Bezeichnung Spanisch-Brötli-Bahn bekommen hat.
Im 20. Jahrhundert war das Spanisch Brötli kaum mehr bekannt, bis es anlässlich der Badenfahrten wieder hergestellt wurde. Für die Badenfahrt 2007 haben Badener Bäckereien neben dem Original einige neue Varianten geschaffen, salzig oder mit einer Haselnuss-Rüebli-Füllung, die unter dem Markennamen Spanischbrödli verkauft werden. Die Marke ist Eigentum der Stadt Baden.